# Cachuela Esperanza
Cachuela Esperanza ist eine Ortschaft im Departamento Beni im Tiefland des südamerikanischen Binnenstaates Bolivien.

## Lage im Nahraum
Cachuela Esperanza („Stromschnellen der Hoffnung“) ist zentraler Ort des Kanton Cachuela Esperanza im Municipio Guayaramerín in der Provinz Vaca Díez. Der Ort liegt auf einer Höhe von 118 m am rechten Ufer an den Stromschnellen des Río Beni, 30 Kilometer bevor sich dieser mit dem Río Mamoré zum Río Madeira vereinigt.

## Geschichte
Der Siedlungsplatz an den Stromschnellen des Beni wurde 1846 von dem bolivianischen Wissenschaftler José Agustín entdeckt. Angezogen vom Kautschuk-Boom überquerte im Jahr 1872 Nicolás Suárez zusammen mit seinen sechs Brüdern die Anden und errichtete in Cachuela Esperanza das Zentrum seines bolivianischen Kautschuk-Imperiums, mit Außenstellen in Acre, Manaus, Belém, und London. Er ließ hier ein Theater und Tennisplätze bauen, ein Luxushotel mit Blick auf die Stromschnellen und ein modernes Krankenhaus. Hier stand der erste Röntgenapparat Boliviens, und mit einem Wasserflugzeug wurden die Millionäre aus Rio de Janeiro und São Paulo eingeflogen. Als in den 1920ern der Kautschuk nach und nach durch synthetische Gummimischungen verdrängt wurde, ließ auch die Bedeutung von Cachuela Esperanza nach, und mit der bolivianischen Revolution von 1952 versank die künstliche Dschungelstadt endgültig in der Bedeutungslosigkeit.

## Geographie
Cachuela Esperanza liegt im bolivianischen Tiefland nahe der Grenze zur Republik Brasilien. Die Region hat ganzjährig ein tropisch-heißes und feuchtes Klima.
Die Jahresdurchschnittstemperatur beträgt 27,1 °C (siehe Klimadiagramm Riberalta), wobei sich die monatlichen Durchschnittstemperaturen zwischen Juni/Juli mit gut 25 °C und September/Oktober mit gut 28 °C nur wenig unterscheiden. Der Jahresniederschlag beträgt fast 2000 mm und liegt somit mehr als doppelt so hoch wie die Niederschläge in Mitteleuropa. Höchstwerten von knapp 300 mm in den Monaten Dezember bis Februar stehen Niedrigwerte von unter 50 mm im Juni/August gegenüber.

## Bevölkerung
Die Einwohnerzahl von Cachuela Esperanza hat sich von 1992 bis 2012 wie folgt entwickelt:
| Jahr | Einwohner | Quelle       |
| ---- | --------- | ------------ |
| 1992 | 697       | Volkszählung |
| 2001 | 1.364     | Volkszählung |
| 2012 | 982       | Volkszählung |
| 2024 |           | Volkszählung |

## Persönlichkeiten
Herausragendste Persönlichkeit des Ortes in der Vergangenheit war der Kautschukkönig Nicolas Suárez Callaú, neben den Zinnbaronen Patiño, Hochschild und Aramayo einer der einflussreichsten Großindustriellen Boliviens. Cachulea Esperanza war darüber hinaus im Jahr 1925 Geburtsort von Eugen Gomringer, Sohn eines Schweizers und einer Bolivianerin, der als Vater der Konkreten Poesie gilt.

## Verkehrsnetz
Cachuela Esperanza liegt 660 Straßenkilometer entfernt nördlich von Trinidad, der Hauptstadt des Departamentos Beni.
Von Cachuela Esperanza aus führt eine unbefestigte Landstraße in südöstlicher Richtung, überquert den Río Yata und erreicht nach 43 Kilometern Fahrt durch tropischen Wald und offenes Buschland die Stadt Guayaramerín am linken Ufer des Río Mamoré. Guayaramerín ist Endpunkt der 1631 Kilometer langen Nationalstraße Ruta 9, die im Süden an der Grenze zu Argentinien bei Yacuiba beginnt und über Trinidad und San Ramón bis Guayaramerín führt.

## Stromschnellen
Die gewaltigen Stromschnellen bei Cachuela Esperanza unterbrechen den Schiffsverkehr auf dem Río Beni 30 Kilometer oberhalb seiner Mündung, und in der Trockenzeit können Flutwellen hier eine Höhe von bis zu 8 Metern erreichen. Durch ein Abkommen zwischen den Staatsregierungen von Bolivien und Brasilien im Jahr 1984 wurden Pläne aufgelegt, durch den Bau eines Wasserkraftwerks die Stromschnellen zu zähmen und Elektrizität für den Export nach Brasilien zu erzeugen, dieses Vorhaben ruht jedoch bis zum heutigen Tag.